# 松村祥史
松村 祥史（まつむら よしふみ、1964年〈昭和39年〉4月22日 - ）は、日本の政治家。自由民主党所属の参議院議員（4期）、同党参議院議員副会長。参議院政治倫理審査会長。
国家公安委員会委員長（第101代）、国土強靭化担当大臣・領土問題担当大臣・内閣府特命担当大臣（防災、海洋政策）（第2次岸田第2次改造内閣）、経済産業副大臣（第3次安倍第2次改造内閣）、経済産業大臣政務官（福田康夫改造内閣・麻生内閣）、参議院決算委員長、同政治倫理の確立及び選挙制度に関する特別委員長、同議院運営委員長、同行政監視委員長、同環境委員長、自由民主党総務会長代理、同幹事長代理、同副幹事長、同広報本部長代理、同水産部会長を歴任した。
商工会の政治組織である全国商工政治連盟の組織内候補。

## 来歴

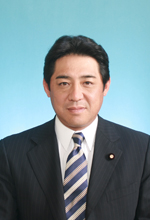
経済産業大臣政務官就任時に内閣広報室より公表された肖像（2008年撮影）

1964年（昭和39年）4月、熊本県球磨郡上村生まれ。
1983年（昭和58年）3月、熊本県立人吉高等学校を卒業。
1987年（昭和62年）3月、専修大学経営学部経営学科を卒業。同年4月、丸昭商事入社。
1999年（平成11年）6月、丸昭商事代表取締役社長に就任。
2001年（平成13年）5月、全国商工会青年部連合会会長に就任。
2004年（平成16年）7月、第20回参議院議員通常選挙に自由民主党公認で比例区より出馬し、初当選。
2007年（平成19年）8月、参議院自由民主党副幹事長就任。
2008年（平成20年）8月、福田康夫改造内閣で経済産業大臣政務官に就任。
2010年（平成22年）7月、第22回参議院議員通常選挙で比例区から熊本県選挙区へ転出。自民党公認で出馬し、再選。同年9月、参議院自民党国会対策副委員長就任。
2011年（平成23年）10月、参議院環境委員長に就任。
2014年（平成26年）9月、参議院行政監視委員長就任。
2016年（平成28年）7月、第24回参議院議員通常選挙において熊本県選挙区で3選。
2016年（平成28年）8月、第3次安倍第2次改造内閣で経済産業副大臣に就任
2019年（令和元年）10月、参議院議院運営委員長に就任。
2022年（令和4年）第26回参議院議員通常選挙熊本選挙区（定数1）で4選。
2023年（令和5年）9月13日に発足した第2次岸田第2次改造内閣で国家公安委員会委員長兼内閣府特命担当大臣（防災、海洋政策）に就任し、初入閣。
2024年（令和6年）1月1日16時10分、能登半島地震発生。同日17時30分、内閣府は特定災害対策本部を設置。本部長として対応に当たった。

## 人物
- 学生時代は野球に打ち込み、人吉高校野球部でも主将を務め、ショートを守った[11]。大学進学後も野球を続け、東都大学野球連盟の専修大学硬式野球部に所属[11]。

## 政策・主張

### 憲法
- 憲法改正について、2022年のNHKのアンケートで「賛成」と回答[12]。

- 9条改憲について、2022年の毎日新聞社のアンケートで「改正して自衛隊の存在を明記すべきだ」と回答[13]。9条への自衛隊の明記について、2022年のNHKのアンケートで「賛成」と回答[12]。

- 憲法を改正し緊急事態条項を設けることについて、2022年のNHKのアンケートで「賛成」と回答[12]。

### 外交・安全保障
- 敵基地攻撃能力を持つことについて、2022年のNHKのアンケートで「賛成」と回答[12]。

- 普天間基地の辺野古移設について、2022年の毎日新聞社のアンケートで「どちらかと言えば賛成」と回答[13]。

- ロシアは2022年2月24日、ウクライナへの全面的な軍事侵攻を開始した[14]。日本政府が行ったロシアに対する制裁措置についてどう考えるかとの問いに対し、2022年のNHKのアンケートで「適切だ」と回答[12]。同年の毎日新聞社のアンケートで「今の制裁で妥当だ」と回答[13]。

- 2022年6月7日、政府は経済財政運営の指針「骨太方針」を閣議決定した。NATO加盟国が国防費の目標としている「GDP比2％以上」が例示され、防衛力を5年以内に抜本的に強化する方針が明記された[15]。「防衛費を今後どうしていくべきだと考えるか」との問いに対し、2022年のNHKのアンケートで「ある程度増やすべき」と回答[12]。

- 徴用工訴訟問題や慰安婦問題などをめぐり日韓の対立が続くなか、関係改善についてどう考えるかとの問いに対し、2022年の毎日新聞社のアンケートで「互いに譲歩すべきだ」と回答[13]。

### ジェンダー
- 選択的夫婦別姓制度の導入について、2010年の毎日新聞社のアンケートで「反対」と回答[16]。2016年の朝日新聞社のアンケートで「どちらとも言えない」と回答[17]。2022年のNHKのアンケートで回答しなかった[12]。同年の毎日新聞社のアンケートで、選択肢以外の回答をした[13]。

- 同性婚を可能とする法改正について、2022年のNHKのアンケートで回答しなかった[12]。同年の毎日新聞社のアンケートで、選択肢以外の回答をした[13]。

- クオータ制の導入について、2022年のNHKのアンケートで「反対」と回答[12]。

### その他
- アベノミクスについて、2022年の毎日新聞社のアンケートで「当面は継続すべきだ」と回答[13]。

- 「原子力発電への依存度を今後どうするべきか」との問題提起に対し、2022年のNHKのアンケートで「今の程度でよい」と回答[12]。

- 国会議員の被選挙権年齢の引き下げについて、2022年の毎日新聞社のアンケートで「賛成」と回答[13]。

## 政治献金
- 全国たばこ販売政治連盟や全国たばこ耕作者政治連盟といったたばこ関連団体から、2010年に20万円の政治献金を受けている[18]。

## 政治資金問題

### 寄付還流問題
2013年、松村自身が代表を務める政党支部を通して480万円を自身の資金管理団体などに寄付し、税の優遇を受けていたことがわかった。

### 借金に関する問題
2014年11月、自己の政治資金管理団体「あさぎり会」から、平成22年時点で840万円を借りているまま、その後に利息を1円も払わないで返済もしていないことが分かった。契約書の有無は現時点では不明だが、もし書類を借金の名目で作っていたとしても、事実上かえすのもかえさないのも自分の一存なので実質的な寄付として、政治資金規正法に違反して刑事罰を受ける可能性がある。松村氏は自分の所得480万円→自分で代表している自民党支部へ寄付（これにより、480万円にかかる所得税などが、租税特別措置法で控除）→「あさぎり会」へ寄付→④自分に無利息で貸し付けて返済せず、ということになる

### 政治資金不記載
2010年参院選の収支報告書にある政党支部からの寄付3500万円の記載が支部の政治資金収支報告書になかったことが指摘された。松村は、誤記載や記載漏れの可能性があること「3千万円は自己資金だったと思う。迂回献金などのやましいお金ではない」と説明している。

### 指名停止企業からの献金
2023年、松村が代表を務める自由民主党熊本県参議院選挙区第1支部が、国などから指名停止措置を受けた熊本県荒尾市の建設業者から献金を受けていたことが分かった。計28万円を既に返金し、事務所は「法令違反ではないが、道義上の観点から返金し、今後も寄付を受けない」と説明した。

## 選挙歴
| 当落 | 選挙                     | 執行日         | 年齢 | 選挙区       | 政党       | 得票数     | 得票率 | 定数 | 得票順位 /候補者数 | 政党内比例順位 /政党当選者数 |
| ---- | ------------------------ | -------------- | ---- | ------------ | ---------- | ---------- | ------ | ---- | ------------------ | ---------------------------- |
| 当   | 第20回参議院議員通常選挙 | 2004年07月11日 | 40   | 参議院比例区 | 自由民主党 | 15万2630票 | ーー   | 48   | /                  | 15/15                        |
| 当   | 第22回参議院議員通常選挙 | 2010年07月11日 | 46   | 熊本県選挙区 | 自由民主党 | 39万3674票 | 44.23% | 1    | 1/5                | /                            |
| 当   | 第24回参議院議員通常選挙 | 2016年07月10日 | 52   | 熊本県選挙区 | 自由民主党 | 44万607票  | 59.14% | 1    | 1/4                | /                            |
| 当   | 第26回参議院議員通常選挙 | 2022年07月10日 | 58   | 熊本県選挙区 | 自由民主党 | 42万6623票 | 62.17% | 1    | 1/4                | /                            |

## 所属団体・委員会・議員連盟役職等
国会関係
- 参議院行政監視委員会委員長
- 参議院経済産業委員会委員

自民党関係
- 自民党たばこ議員連盟（幹事）[24]
- 自由民主党たばこ特別委員会（副委員長）[25]
- 経済産業部会副部会長
- 経済・財政・金融政策調査会幹事
- 環境関係団体委員会副委員長
- 商工・中小企業関係団体委員会副委員長
- TPP交渉における国益を守り抜く会委員
- LPG対策議員連盟幹事
- 東日本大震災からの復興に関する特命委員会幹事
- 全国保育問題議員連盟委員
- 参議院自民党国会対策副委員長
- 参議院自民党副幹事長
- 自民党青年局次長（団体部長）
- 自民党農林部会副部会長
- 自民党熊本県参議院選挙区第一支部支部長

その他
- 神道政治連盟国会議員懇談会[26]
- みんなで靖国神社に参拝する国会議員の会[26]
- 熊本商工政治連盟顧問
- 熊本市商店街連合会顧問
- 熊本県優良住宅協会顧問
- 熊本県湾口協会顧問
- 熊本県行政書士政治連顧問
- 全日本司厨士協会熊本県支部顧問
- 熊本県野球振興連顧問
- 全国商工会連合会顧問
- 全国商工会青年部連合会顧問
- 全日本不動産政治連盟顧問
- 専修大学校友会相談役

## 支援団体
- 全国たばこ販売政治連盟（2022年参院選組織推薦候補者）[27]